# Versicherer im Raum der Kirchen
Der Versicherer im Raum der Kirchen (VRK) ist eine Gruppe deutscher Versicherungsunternehmen, die auf den Versicherungsbedarf von Privatkunden im kirchlichen Umfeld fokussiert ist. Der VRK Versicherungsverein auf Gegenseitigkeit im Raum der Kirchen (VRK VVaG), ein Versicherungsverein auf Gegenseitigkeit mit Sitz in Kassel, betreibt als Versicherungsunternehmen die Sparten Unfallversicherung und Beistandsleistungen. Die VRK Holding GmbH hat ihren Sitz in Detmold. Im 100-%-Besitz der VRK Holding befinden sich die VRK Sachversicherung AG mit Sitz in Kassel, der das Geschäft der Schaden- / Unfallversicherung betreibt, die VRK Krankenversicherung AG mit Sitz in Detmold sowie die VRK Lebensversicherung AG mit Sitz in Detmold.
Der gemeinsame Markenauftritt ist „Versicherer im Raum der Kirchen“.

## Unternehmensstruktur und Geschäftsfelder
Der Versicherer im Raum der Kirchen ist der Spezialversicherer für alle im Raum der Kirchen, Diakonie, Caritas und Freien Wohlfahrtspflege tätigen Menschen und Einrichtungen. Ein weiteres Spezialgebiet ist Versicherungsschutz für Menschen mit Behinderungen. Zu den Produkten gehören Schadenversicherung- und Unfallversicherungen, Lebensversicherungen, betriebliche Altersversorgung und Krankenversicherungen sowie die Vermittlung von Bausparverträgen und Finanzdienstleistungen. Neben dem Versicherungsgeschäft engagiert sich das Unternehmen mit seiner Akademie in kirchlichen Arbeitsfeldern wie der Freizeit- und der Tourismusseelsorge (zum Beispiel Autobahnkirchen), der Notfallseelsorge und der Förderung sozialen Engagements. Gegründet als kirchliche Selbsthilfeeinrichtungen, führt der Versicherer im Raum der Kirchen diese Tradition auch heute noch in neuer Struktur fort. Die Aufsichtsräte und Mitgliedervertreterversammlung sind geprägt von Vertretern der Kirchen, Diakonie und Caritas.

### VRK Holding GmbH
Die 2002 gegründete VRK Holding GmbH mit Sitz in Detmold (bis September 2016 in Kassel) ist ein gemeinsames Tochterunternehmen der HUK-Coburg Holding AG (die wiederum eine hundertprozentige Tochter des HUK-Coburg VVaG ist) und des VRK VVaG. Dabei hält die HUK-Coburg Holding mit 72,5 % die Mehrheit der Anteile; der VRK VVaG hält die restlichen Anteile in Höhe von 27,5 %.

#### Versicherer im Raum der Kirchen Sachversicherung AG
Die Versicherer im Raum der Kirchen Sachversicherung AG ist ein 100-%-Tochterunternehmen der VRK Holding mit Sitz in Kassel. Sie betreibt das Geschäft der Schaden-/Unfallversicherung. Im Geschäftsjahr 2024 erzielte die VRK Sachversicherung 174,33 Mio. € gebuchte Brutto-Beiträge f.e.R., von denen 103,89 Mio. € aus der Kraftfahrtversicherung, 56,69 Mio. € aus den Haftpflicht-/Unfall-/Sachversicherungen und 13,75 Mio. € aus der Rechtsschutzversicherung stammten. Der Kapitalanlagenbestand betrug zum 31. Dezember 2024 0,26 Mrd. €. Das Unternehmen beschäftigte am Jahresende 130 Mitarbeitende; das Eigenkapital betrug am gleichen Stichtag 40,78 Mio. €.

#### Versicherer im Raum der Kirchen Krankenversicherung AG
Die Versicherer im Raum der Kirchen Krankenversicherung AG mit Sitz in Detmold ist ein 100-%-Tochterunternehmen der VRK Holding. Sie erzielte im Geschäftsjahr 2024 gebuchte Brutto-Beiträge f.e.R. von 199,49 Mio. €. Der Kapitalanlagenbestand betrug bei der VRK Krankenversicherung AG zum 31. Dezember 2024 1,19 Mrd. €. An diesem Stichtag beschäftigte das Unternehmen 89 Mitarbeitende; das Eigenkapital betrug 16,83 Mio. €.

#### Versicherer im Raum der Kirchen Lebensversicherung AG
Die Versicherer im Raum der Kirchen Lebensversicherung AG mit Sitz in Detmold ist ein 100-%-Tochterunternehmen der VRK Holding. Im Geschäftsjahr 2024 wurden 154,29 Mio. € gebuchte Brutto-Beiträge f.e.R. erzielt. Der Kapitalanlagenbestand betrug zum 31. Dezember 2024 bei der VRK Lebensversicherung AG 2,82 Mrd. €. Das Unternehmen beschäftigte an diesem Stichtag 193 Mitarbeitende und wies ein Eigenkapital von 239,06 Mio. € aus.

#### Weitere Unternehmen im Verbund
Die VRK Versicherer im Raum der Kirchen Vertriebs-GmbH ist im September 2016 mit der VRK Holding GmbH verschmolzen. Neuer Sitz der Gesellschaft ist Detmold.

### VRK Versicherungsverein auf Gegenseitigkeit im Raum der Kirchen
Der VRK Versicherungsverein auf Gegenseitigkeit im Raum der Kirchen (VRK VVaG) ist ein Versicherungsverein auf Gegenseitigkeit mit Sitz in Kassel; er betreibt als Versicherungsunternehmen die Sparten Unfallversicherung und Beistandsleistungen. Wesentliche Unternehmensfunktion des Vereins übernimmt aufgrund eines Dienstleistungsvertrages der HUK-Coburg VVaG. Der VRK VVaG erzielte im Geschäftsjahr 2024 Beitragseinnahmen von 9,38 Mio. € (gebuchte Brutto-Beiträge f.e.R.). Die VRK VVaG hält wesentliche Anteile an der VRK Holding GmbH. Das Eigenkapital des Vereins beträgt 66,52 Mio. € (Stand 31. Dezember 2024).

### Kirchliches und soziales Engagement
Der Versicherer im Raum der Kirchen fühlt sich den christlichen Werten besonders verpflichtet. Mit seiner Akademie engagiert er sich für die Themen und Arbeitsfelder von Kirche, Caritas und Diakonie. In Netzwerken arbeitet die Akademie eng mit kirchlichen Partnern zusammen. Sie organisiert Seminare, Fachtagungen und Symposien und veröffentlicht zahlreiche Publikationen und bietet kostenlose Broschüren an. Ebenfalls unterstützt der VRK Projekte, die Kirche lebendig machen, durch gezielte Spenden- und Sponsoringaktivitäten.

## Geschichte

### Die Gründung
Das Unternehmen ist aus verschiedenen kirchlichen Versicherungen entstanden. Am 18. Juli 1882 erfolgte die Gründung des Priester-Vereins zur Unterstützung schwer erkrankter Mitglieder durch katholische Priester in Krefeld, aus dem später die Pax Krankenversicherung im Bereich der katholischen Kirche wurde. Die Evangelische Begräbnis-Unterstützungsvereinigung in Goslar, die spätere Familienfürsorge Lebensversicherung, wurde am 13. Februar 1923 gegründet. Das 100-jährige Jubiläum des Lebensversicherers wurde 2023 gefeiert.
1924 kam es zur Gründung der Krankenkasse des Rheinischen Pfarrervereins, der späteren Familienfürsorge Krankenversicherung. Am 2. Juni 1926 folgte in Greiz die Gründung der Pfarrer-Kraftfahrer-Vereinigung (P.K.V.) e.V., aus der später die Bruderhilfe hervorging. 1928 war die Gründung der Bruderhilfe der P.K.V. auf Gegenseitigkeit als Kaskoversicherer für die P.K.V.-Mitglieder. 1933 wurde die Haftpflicht-Unterstützungskasse kraftfahrender Beamter e. V., die heutige HUK-COBURG, gegründet.

### Im Wandel: 1937–1945
Auf Druck der Nationalsozialisten musste die Pfarrer-Kraftfahrer-Vereinigung 1937 aufgelöst werden. Die 1928 entstandene Bruderhilfe der P.K.V. auf Gegenseitigkeit wurde in einen kleinen Versicherungsverein umgewandelt und erhielt vom Reichsaufsichtsamt die Genehmigung zur Aufnahme des Geschäftsbetriebes. Aufnahmeberechtigt waren Geistliche, Theologen, kirchliche Behörden, Körperschaften und Vereine.

### Nach 1945
Nach 1945 nahm die Bruderhilfe der P.K.V. auf Gegenseitigkeit als Bruderhilfe VVaG (Versicherungsverein auf Gegenseitigkeit) ihre Arbeit wieder auf. Neuer Firmensitz wurde Kassel. Auch die Evangelische Begräbnis-Unterstützungsvereinigung setzte ihre Arbeit in Goslar fort. 1952 wurde der Name der Evangelischen Begräbnis-Unterstützungsvereinigung in Evangelische Familienfürsorge abgeändert sowie die Rechtsform in einen großen Versicherungsverein auf Gegenseitigkeit umgewandelt. Neuer Firmensitz wurde Detmold.
1978 erfolgte die Gründung der Bruderhilfe Akademie in Kassel, die ihren Schwerpunkt in Aktivitäten für die Verkehrssicherheit hatte.

### Gemeinsamer Vertriebsweg ab 1989
1989 gründeten die Bruderhilfe und die Familienfürsorge zusammen mit der Pfarrerkrankenkasse eine neue Vertriebsgesellschaft. 1990 trennt sich die Krankenversicherung vom Namen Pfarrerkrankenkasse und heißt ab jetzt Familienfürsorge Krankenversicherung auf Gegenseitigkeit im Raum der Kirchen. Die Lebensversicherung vollzieht eine ökumenische Öffnung und firmiert unter Familienfürsorge Lebensversicherung auf Gegenseitigkeit im Raum der Kirchen. Einige Jahre später verfolgte man offiziell das Ziel eines Gleichordnungskonzerns. Der Gleichordnungskonzern der Versicherer im Raum der Kirchen verfügte 1995 über gemeinsamen Vertrieb und Marketing.
2000 kam es zur Verschmelzung der Pax Krankenversicherung VVaG im Bereich der katholischen Kirche (Köln) mit der Familienfürsorge Krankenversicherung VVaG im Raum der Kirchen (Düsseldorf) zur Pax-Familienfürsorge Krankenversicherung auf Gegenseitigkeit mit Sitz in Düsseldorf. Alle drei Unternehmen sind unter dem Markennamen „Bruderhilfe – Pax – Familienfürsorge – Versicherer im Raum der Kirchen“ vereint.

### Seit 2002 mit neuem strategischem Partner
2002 engagierte sich der strategische Partner HUK-COBURG finanziell bei der Familienfürsorge Lebensversicherung und erhielt eine Minderheitenbeteiligung von 37,2 % an der VRK Holding.
Im Dezember 2004 wurde die strategische Partnerschaft mit der HUK-COBURG weiter ausgebaut. Die Versicherer im Raum der Kirchen wurden Teilkonzern der HUK-Coburg Versicherungsgruppe. Diese übernahm im Wege einer Kapitalerhöhung die Mehrheit von 65 % an der VRK Holding GmbH. 2007 wurde mit dem Umzug der Pax-Familienfürsorge Krankenversicherung von Düsseldorf nach Detmold die Neustrukturierung abgeschlossen.
Nach einer weiteren Kapitalerhöhung am 31. Dezember 2006 beträgt der Anteil der HUK-COBURG jetzt 72,5 % an der VRK-Holding GmbH.

### Vom Versicherungsverein auf Gegenseitigkeit zur Aktiengesellschaft in 2003
Im Februar 2003 genehmigte die Bundesanstalt für Finanzdienstleistungsaufsicht (BaFin) die Neustrukturierung der Versicherer im Raum der Kirchen. Unter dem Motto „Bewährtes erhalten – Neues gestalten“ soll die neue Konzern- und Unternehmensstruktur den Gedanken des Versicherungsvereins auf Gegenseitigkeit mit den aktuellen aufsichtsrechtlichen, marktgerechten und wirtschaftlichen Erfordernissen in Einklang bringen und in Form von Aktiengesellschaften die Zukunftsfähigkeit der Versicherer im Raum der Kirchen sicherstellen.
Im Februar 2012 erneuerte das Unternehmen seinen Markenauftritt und firmierte unter Versicherer im Raum der Kirchen. Mit einem klaren Bekenntnis zu den christlichen Wurzeln stärkten die Versicherer im Raum der Kirchen ihre Marktposition. Was als symbolische Klammer unter den traditionellen Firmennamen Bruderhilfe – Pax – Familienfürsorge begann, bildete nun die Dachmarke: Versicherer im Raum der Kirchen. Näher an den kirchlichen Wurzeln, zugleich aber auch moderner, frischer und emotionaler präsentierte sich die neue Marke.

### Fokussierung auf Nachhaltigkeit seit 2014
Als erster Versicherer im kirchlichen Markt hat sich 2014 der Versicherer im Raum der Kirchen strengen Nachhaltigkeitskriterien verpflichtet: Auf Basis der Handreichungen der Evangelischen Kirche in Deutschland (EKD) und der Deutschen Bischofskonferenz (DBK) wurden Kriterien für die Kapitalanlage festgelegt. Dieser Nachhaltigkeitsfilter berücksichtigt ethische, soziale und ökologische Aspekte und wurde in Zusammenarbeit mit der Bank für Kirche und Caritas eG erstellt.
Der Versicherer im Raum der Kirchen wurde Ende 2016 als erster Versicherer für seine nachhaltige Geldanlage mit dem ECOreporter-Siegel ausgezeichnet.

### Umfirmierung der drei operativen Versicherungsgesellschaften 2019
Die Bruderhilfe Sachversicherung AG im Raum der Kirchen wird zur Versicherer im Raum der Kirchen Sachversicherung AG. Die Familienfürsorge Lebensversicherung AG im Raum der Kirchen wird zur Versicherer im Raum der Kirchen Lebensversicherung AG. Die Pax-Familienfürsorge Krankenversicherung AG im Raum der Kirchen wird zur Versicherer im Raum der Kirchen Krankenversicherung AG.
Alle drei Risikoträger sind unter der Marke VRK – Versicherer im Raum der Kirchen vereint.